# Masyw Stożka
Masyw Stożka – mały masyw górski w Sudetach Środkowych w środkowej części Gór Kamiennych i północno-zachodniej części Gór Suchych.

## Położenie
Masyw Stożka położony jest w całości na terenie Parku Krajobrazowy Sudetów Wałbrzyskich, około 0,6 km na północny zachód od centrum miejscowości Sokołowsko. Stanowi północno-zachodnie zakończenie Gór Suchych. Od zachodniej strony głęboką doliną przełomu Ścinawki oddzielony jest od Masywu Dzikowca i Lesistej Wielkiej, od południa głęboką doliną rzeki Sokołowiec i od wschodu Kotliną Sokołowską od pozostałej części Gór Suchych, od północy Wyżyna Unisławska oddziela masyw od Gór Wałbrzyskich.

## Charakterystyka
W kierunku wschodnim od głęboko wciętej doliny Ścinawki zaczyna się zwarte pasmo Masywu Stożka, które opada stromymi zboczami we wszystkich kierunkach. Jest to masyw z czterema wzniesieniami o wysokościach od 700 do 850 m n.p.m., średnio urzeźbiony, o ciekawej strukturze geologicznej. Masyw stanowi północno-zachodni człon Gór Suchych. Charakteryzują go stożkowe wzniesienia o stromych zboczach.

## Krajobraz
Krajobraz górski o prostej rzeźbie terenu. Najwyższe wzniesienia nie przekraczają 850 m n.p.m. Szczyty stożkowe z wyraźnym podkreśleniem stromych zboczy. Ze szczytów roztaczają się panoramy na okoliczne miejscowości i oddalone pasma górskie. Krajobraz jest częściowo przeobrażony, pierwotny charakter krajobrazu częściowo został zachowany. Rzeźbę masywu kształtują wypiętrzone stożkowe szczyty. Masyw mimo niewielkich wysokości posiada strome zbocza i nierówną, poszarpaną linię grzbietową. Najwyższymi szczytami są Stożek Wielki (841 m n.p.m.) i Stożek Mały (750 m n.p.m.). Masyw od zachodniej strony nacięty jest wąską suchą doliną.

## Budowa geologiczna
Masyw Stożka zbudowany jest z permskich skał wylewnych, melafirów i porfirów oraz tufów i tufitów. Występują tu fragmenty kopuł i kominów wulkanicznych, pozostałości pokryw lawowych i tufowych oraz różne efekty procesów denudacji: skałki stokowe, gołoborze, głęboka sucha dolina oraz osuwisko skalne.

## Roślinność
Wzniesienia porośnięte są aż po szczyty. Całość obszaru zajmują lasy mieszane regla dolnego oraz lasy świerkowe.

## Klimat
Położenie fizycznogeograficzne masywu oraz pobliskie pasma gór otaczających sprawiają, że nad masywem przechodzą różnorodne masy powietrzne, wpływające na kształtowanie się typów pogody i zjawisk atmosferycznych tego mikroregionu. Obszar masywu odznacza się surowym klimatem (mrozowiska). Pory roku są łatwo rozpoznawalne i wyznaczane przez przebieg temperatury: ciepła i wilgotna wiosna, ciepłe i często suche lato, chłodna i wilgotna jesień oraz mroźna zima ze znacznymi opadami śniegu. Zachmurzenie średnie występuje w okresie jesienno-zimowym, najmniejsze w lecie. Opadom często towarzyszą gwałtowne burze z wyładowaniami atmosferycznymi.

## Wody
Masyw Stożka należy do dorzecza Odry. Największą rzeką odwadniającą masyw jest Ścinawka oraz jej dopływowe potoki górskie wypływające z masywu.

## Miejscowości
W pobliżu masywu położone są miejscowości: Sokołowsko, Unisław Śląski, Kowalowa.

## Komunikacja
U podnóża masywu przechodzą szlaki komunikacyjne:
- po zachodniej stronie szlak kolejowy: Wałbrzych – Mieroszów – przejście graniczne z Czechami.
- po zachodniej stronie droga krajowa nr 35 do przejścia granicznego Golińsk.
- po południowej stronie droga lokalna Kowalowa-Sokołowsko.

## Turystyka
Przez masyw przechodzą szlaki turystyczne:
 – żółty, prowadzący z Mieroszowa do Sokołowska,
 – zielony z Boguszowa-Gorców do Sokołowska, prowadzi wschodnim podnóżem masywu.
 – czerwony fragment Głównego Szlaku Sudeckiego z Krzeszowa do Sokołowska, prowadzi południowym podnóżem masywu wzdłuż drogi lokalnej.
Masyw stanowi punkt widokowy, ze wzniesienia rozciągają się widoki na Śnieżkę, Masyw Dzikowca i Lesistej Wielkiej, Góry Kamienne, Góry Wałbrzyskie i Stołowe oraz Kotlinę Sokołowską i Wyżynę Unisławską.